# Lithurgus listrotus
Lithurgus listrotus är en biart som först beskrevs av Roy R. Snelling 1983.  Lithurgus listrotus ingår i släktet Lithurgus och familjen buksamlarbin. Inga underarter finns listade i Catalogue of Life.